# Percy (nome)
Percy  è un nome proprio di persona inglese maschile.

## Varianti
- Ipocoristici: Perce[1]

## Origine e diffusione
Riprende il cognome inglese Percy, a sua volta proveniente da diversi toponimi normanni, fra cui quello di Percy-en-Auge; i toponimi, attestati in latino come Persius, sono di etimo incerto; alcune fonti li considerano gallica, altre li riconducono al nome greco Περσευς (Perseus).
Il cognome venne portato da una nobile famiglia inglese di origine normanna, i Percy, in onore dei quali cominciò ad essere usato come nome proprio; inoltre, può costituire anche un ipocoristico di Percival.

## Onomastico
Non ci sono santi con questo nome, che è quindi adespota; l'onomastico si può festeggiare il 1º novembre, giorno di Ognissanti.

## Persone

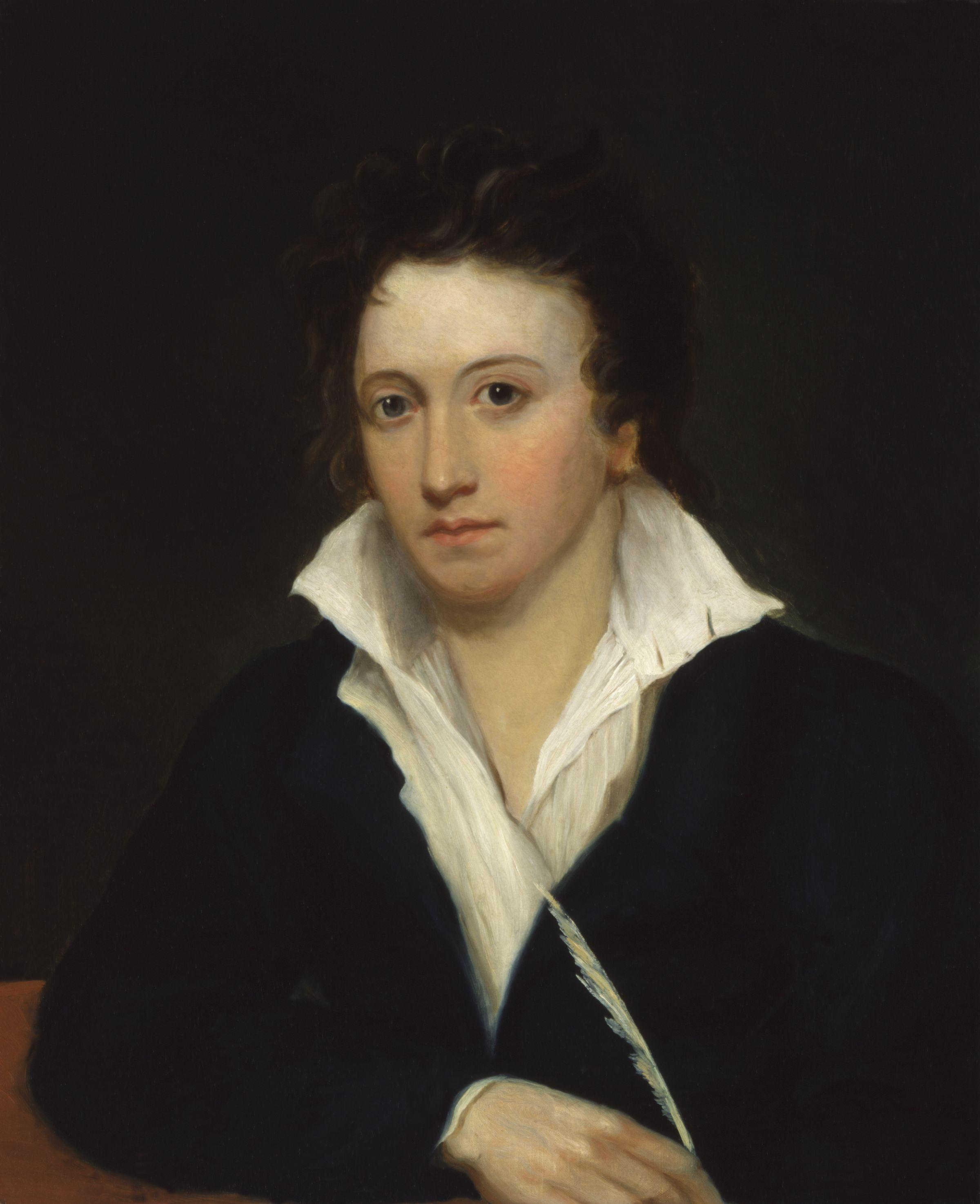
Percy Bysshe Shelley

- Percy Adlon, regista e sceneggiatore tedesco
- Percy Daggs III, attore statunitense
- Percy Faith, musicista, direttore d'orchestra e compositore canadese naturalizzato statunitense
- Percy Harvin, giocatore di football americano statunitense
- Percy Heath, contrabbassista statunitense
- Percy Herbert, attore britannico
- Percy MacKaye, drammaturgo, poeta, saggista e librettista statunitense
- Percy Montgomery, rugbista a 15 sudafricano
- Percy Newberry, egittologo britannico
- Percy Bysshe Shelley, poeta inglese
- Percy Sledge, musicista e cantante statunitense
- Percy Walsingham, calciatore inglese
- Percy Williams, atleta canadese
- Percy Williams Bridgman, fisico e filosofo della scienza statunitense

### Variante Perce
- Perce Blackborow, esploratore e marinaio gallese

## Il nome nelle arti
- Percy Jackson è un personaggio della serie di romanzi Percy Jackson e gli dei dell'Olimpo, e del film da essa tratto Percy Jackson e gli dei dell'Olimpo - Il ladro di fulmini.
- Percy Rosebud è un personaggio del cortometraggio del 1913 Percy's Wooing.
- Percy Weasley è un personaggio della serie di romanzi e film Harry Potter, creata da J. K. Rowling.